# Norges Orienteringsforbund
Der Orientierungslaufverband Norwegens (norwegisch: Norges Orienteringsforbund, NOF) ist der nationale Orientierungslaufverband Norwegens. Er wurde 1945 gegründet, ist Mitglied in Norges idrettsforbund og olympiske og paralympiske komité und Gründungsmitglied des Internationalen Orientierungslaufverbandes (IOF).

## Geschichte
Die Wurzeln des Orientierungslaufs in Norwegen liegen in der Zeit um die Jahrhundertwende. Ab 1934 organisierte der norwegische Leichtathletikverband Norges Friidrettsforbund (NFIF) den Orientierungslauf in Norwegen und 1936 kam es erstmals zur Austragung einer norwegischen Meisterschaft. Der Arbeiterverband Arbeidernes Idrettsforbund nahm den Orientierungslauf 1935 auf. Am 1. Oktober 1945 kam es zur Gründung des NOF. 1962 fanden die ersten Orientierungslauf-Europameisterschaften in Løten statt. 1978 (Kongsberg), 1997 (Grimstad) und 2010 (Trondheim) richtete Norwegen die Weltmeisterschaften aus.
Der Verband gibt die Zeitschrift Veivalg heraus.

## Organisierte Veranstaltungen
Orientierungslauf:
- Orientierungslauf-Europameisterschaften 1962 in Løten, Fylke Hedmark
- Orientierungslauf-Weltmeisterschaften 1978 in Kongsberg, Fylke Buskerud
- Orientierungslauf-Weltmeisterschaften 1997 in Grimstad, Fylke Aust-Agder
- Veteranen-Orientierungslauf-Weltmeisterschaften 2002 in Halden, Fylke Østfold
- Orientierungslauf-Weltmeisterschaften 2010 in Trondheim, Fylke Sør-Trøndelag
- Junioren-Orientierungslauf-Weltmeisterschaften 2016 in Rauland, Fylke Telemark

Ski-Orientierungslauf:
- Junioren-Ski-Orientierungslauf-Weltmeisterschaften und Ski-Orientierungslauf-Weltmeisterschaften 1996 in Lillehammer, Fylke Oppland
- Veteranen-Ski-Orientierungslauf-Weltmeisterschaften 2011 in Lillehammer, Fylke Oppland
- Jugend-Ski-Orientierungslauf-Europameisterschaften, Junioren-Ski-Orientierungslauf-Weltmeisterschaften und  Ski-Orientierungslauf-Weltmeisterschaften 2015 in Hamar, Fylke Hedmark

Trail-Orienteering:
- Trail-Orienteering-Weltmeisterschaften 2010 in Trondheim, Fylke Sør-Trøndelag

## Mitgliederentwicklung
- 1946: 204 Vereine und über 7000 Mitglieder
- 1984: 630 Vereine und 34.000 Mitglieder
- 2005: 410 Vereine und 30.000 Mitglieder
- 2007: 400 Vereine und 24.000 Mitglieder

## Vorsitzende
- 1945–1948: Kaare Thuesen
- 1948–1953: Johan Chr. Schønheyder
- 1953–1957: Odd Hopp
- 1957–1961: Ludv. Steff Pedersen
- 1961–1967: Bjarne Bjercke
- 1967–1971: Knut Berglia
- 1971–1975: Jan Martin Larsen
- 1975–1979: Reidar Birkeland
- 1979–1983: Leif A. Karlsen